# Ambler (Alaska)
Ambler és una població dels Estats Units a l'estat d'Alaska. Segons el cens del 2007 tenia 321 habitants.

## Demografia
Segons el cens del 2000, Ambler tenia 309 habitants, 79 habitatges, i 63 famílies La densitat de població era de 12,6 habitants/km².
Dels 79 habitatges en un 54,4% hi vivien nens de menys de 18 anys, en un 45,6% hi vivien parelles casades, en un 25,3% dones solteres, i en un 19% no eren unitats familiars. En el 16,5% dels habitatges hi vivien persones soles el 3,8% de les quals corresponia a persones de 65 anys o més que vivien soles. El nombre mitjà de persones vivint en cada habitatge era de 3,91 i el nombre mitjà de persones que vivien en cada família era de 4,33.
Per edats la població es repartia de la següent manera: un 41,7% tenia menys de 18 anys, un 12,3% entre 18 i 24, un 22,7% entre 25 i 44, un 16,2% de 45 a 60 i un 7,1% 65 anys o més.
L'edat mediana era de 22 anys. Per cada 100 dones hi havia 102 homes. Per cada 100 dones de 18 o més anys hi havia 95,7 homes.
La renda mediana per habitatge era de 43.500 $ i la renda mediana per família de 43.571 $. Els homes tenien una renda mediana de 30.625 $ mentre que les dones 36.875 $. La renda per capita de la població era de 13.712 $. Aproximadament el 19% de les famílies i el 14,3% de la població estaven per davall del llindar de pobresa.

## Poblacions més properes
El següent diagrama mostra les poblacions més properes.